# Sphingomima subpallens
Sphingomima subpallens är en fjärilsart som beskrevs av Claude Herbulot 1979. Sphingomima subpallens ingår i släktet Sphingomima och familjen mätare. Inga underarter finns listade i Catalogue of Life.